# Lochmorhynchus albinigrus
Lochmorhynchus albinigrus là một loài ruồi trong họ Asilidae. Lochmorhynchus albinigrus được Artigas miêu tả năm 1981. Loài này phân bố ở vùng Tân nhiệt đới.